# Multicar
Multicar (Multicar Spezialfahrzeuge GmbH) — единственная автомобильная компания ГДР, до сих пор продолжающая выпуск своей продукции после объединения Германии. Специализируется на производстве лёгких многоцелевых грузовичков. В Советский Союз было поставлено несколько тысяч универсальных машин Multicar-24 и Multicar-25 с различными надстройками.

## История
Компания начала своё существование в 1920 году с механической мастерской Артура Адэ в городе Вальтерсхаузен и поначалу занималась производством сельскохозяйственной техники, прицепов, прицепных (в том числе буксирных) устройств и различных соединительных муфт. После Второй мировой войны Вальтерсхаузен оказался в Советской оккупационной зоне. В 1948 году завод был национализирован и преобразован в Народное Предприятие (VEB).
В 1951 году был построен опытный образец внутризаводского грузового автомобиля компактного класса DK2002 с дизельным двигателем.
С 1956 года был налажен выпуск усовершенствованной модели DK2003 (DK3) «Diesel Ameise» (Дизельный муравей), а с 1957 года модель DK2004 (DK4), который с 1958 года получил запатентованное имя Multicar и модель М21. В последующие годы завод создавал новые модели, которые получали закрытую кабину водителя, где водитель уже сидел, а не стоял, а позже и двухместную кабину. Продукция предприятия активно экспортировалась не только в страны соц. лагеря, но и в Западную Европу. После воссоединения Германии предприятие оперативно и в полном объёме воспользовалось представленным шансом на кооперацию и интеграцию с сектором автомобильной промышленности Западной Германии, что позволило ему избежать издержек переходного периода без существенных потерь.
В 1998 году контрольный пакет акций «Multicar Spezialfahrzeuge GmbH» был передан в собственность компании «Hako-Gruppe», которая таким образом стала основным учредителем тюрингской фирмы.

## Модельный ряд
- Мультикар-21 (1956—1964). Первая модель компактного двухтонного грузовика, развитие ранее выпускавшейся заводом грузовой тележки-транспортёра. Водитель располагался стоя, его спину поддерживал мягкий поясничный упор. Вход водителя происходил через дверцу, расположенной фронтально, при этом кабина как таковая отсутствовала. Управление автомобилем осуществлялась с помощью рычагов, расположенных по бокам. Силовой агрегат — одноцилиндровый дизельный двигатель мощностью 6 л. с. Максимальная скорость достигала 15 км/час. Выпускалось 5 вариантов навесного сменного оборудования, в том числе снежный отвал и пескоразбрасыватель. Всего было произведено 14 тыс. экземпляров.

- Мультикар-22 (1964—1974). Одноместный компактный грузовик с закрытой кабиной. Комплектовался вихрекамерным дизельным двигателем[нем.] V2 c воздушным охлаждением (800 см³, 13 л.с), полностью синхронизированной 3-ступенчатой коробкой передач. Силовой агрегат располагался справа от кабины водителя. Количество навесного оборудования увеличилось до 10 видов. Выпускалась модификация 22D — самосвал с трёхсторонней разгрузкой. Максимальная скорость автомобиля составляла 23 км/ч. Всего было произведено 42,5 тыс. экземпляров.
- Мультикар-24 (1974—1978). Модель с более мощным силовым агрегатом. Оснащалась 4-цилиндровым дизельным двигателем (1997 см³, 45 л. с.) и синхронизированной 4-ступенчатой КПП. Грузоподъёмность выросла до 2,2 т, максимальная скорость до 50 км/ч. Количество навесного оборудования достигло 14 видов. Всего было произведено 25,6 тыс. экземпляров.

- Мультикар-25 (1978—1992). Самая массовая модель за всё время существования завода. Кабина цельнометаллическая двухместная, которая откидывалась вперёд для доступа к силовому агрегату. Грузоподъемность увеличилась до 2,3 т, скорость — 60 км/ч. Минимальный радиус поворота составлял 4,5 м, скорость передвижения на первой передаче от 2 до 4 км/ч. Колёса 13-дюймовые[1]. Было доступно 20 видов сменного оборудования. В СССР было поставлено около 20 тыс. экземпляров данной модели[2].

- Мультикар-26 (1992—2001). Модель с ещё более доступными модификациями: с двумя вариантами колёсной базы, с двухместной или пятиместной кабиной; с полным приводом и как опцией межколёсной блокировкой сзади. Двигатель дизельный 4-цилиндровый Iveco мощностью 78 л/с объёмом 2800 см³. Рама цельная, кабина из оцинкованного железа. Подвеска рессорная, задние колёса 14-дюймовые, спаренные. Длина автомобиля составляла 4,3 м, ширина 1,6 м. Максимальная скорость составляла 90 км/ч. Гамма выпускаемых модификаций включала самосвалы, мусоровозы, автокраны, погрузчики, автолестницы, поливальные и снегоуборочные машины, аэродромную технику[3].

- Мультикар-27 (2001—н.в.). Усовершенствованная версия предыдущей модели с другой гидравликой. Комплектуется турбодизельным двигателем VW мощностью 102 л. с., соответствующий нормам Евро-5. Грузоподъёмность увеличена до 2,9 т. Минимальная скорость с ходоуменьшителем 0,6 км/ч, максимальная — до 90 км/ч[4].
- Мультикар-30 (Fumo) (2001—н.в.). Самая мощная модель серии. Комплектуется дизельным двигателем IVECO F1C мощностью 145 л. с. объёмом 3000 см³, соответствующий нормам Евро-4. Грузоподъёмность 2,7 т. Рама составная из двух половин, соединённых болтами. Кабина облицована пластиком по жёсткому каркасу. Передние и задние тормоза дисковые, с АБС, колёса 16-дюймовые. Передняя подвеска независимая, пружинная; задняя рессорная[5]. Максимальная скорость до 110 км/ч. Средний расход топлива в режиме эксплуатации навесного оборудования заявлен автозаводом в 10—12 л/100 км.

- Мультикар-Tremo (2004—н.в.). Самая компактная и маневренная полноприводная модель. Главное отличие от предыдущих — подруливающие задние колёса с возможностью движения автомобиля боком, а развернуться грузовик может на площадке диаметром 6,2 м[6]. Комплектуется дизельным двигателем VW BYC мощностью 100 л. с. объёмом 2000 см³, соответствующий нормам Евро-4, с автоматической гидростатической трансмиссией[7]. Стоимость единицы как минимум вдвое дороже автомобилей других выпускаемых моделей.

## Современное состояние
По состоянию на 2017 год Multicar входит в состав компании <<Hako>> и производит три семейства моделей компактных и манёвренных машин — М27, Fumo и Tremo с габаритной шириной от 1,32 до 1,62 м, предназначенных для обслуживания промышленных производств, коммунального, садово-паркового и сельского хозяйств, строительных, дорожных, высотных работ и много другого. Полный список сменных элементов для Multicar насчитывает в общей сложности более 100 позиций. Также на базе грузовика концерном Krauss-Maffei выпускается броневик Mungo. Все модификации выпускаются исключительно под заказ.

## Галерея
- DK 3 (DK2003) (1956-1959)
- Mulicar Umbau M 21
- Multicar M 24 (1974-1978)
- Multicar FUMO
- Колесный бронетранспортер Мунго ESK